# V
V, v — 22-я буква базового латинского алфавита. В латыни и большинстве языков называется «вэ», в немецком и польском алфавите — фау, в английском и итальянском — ви, в испанском — уве.

## Использование буквы
- В химии V — символ ванадия.

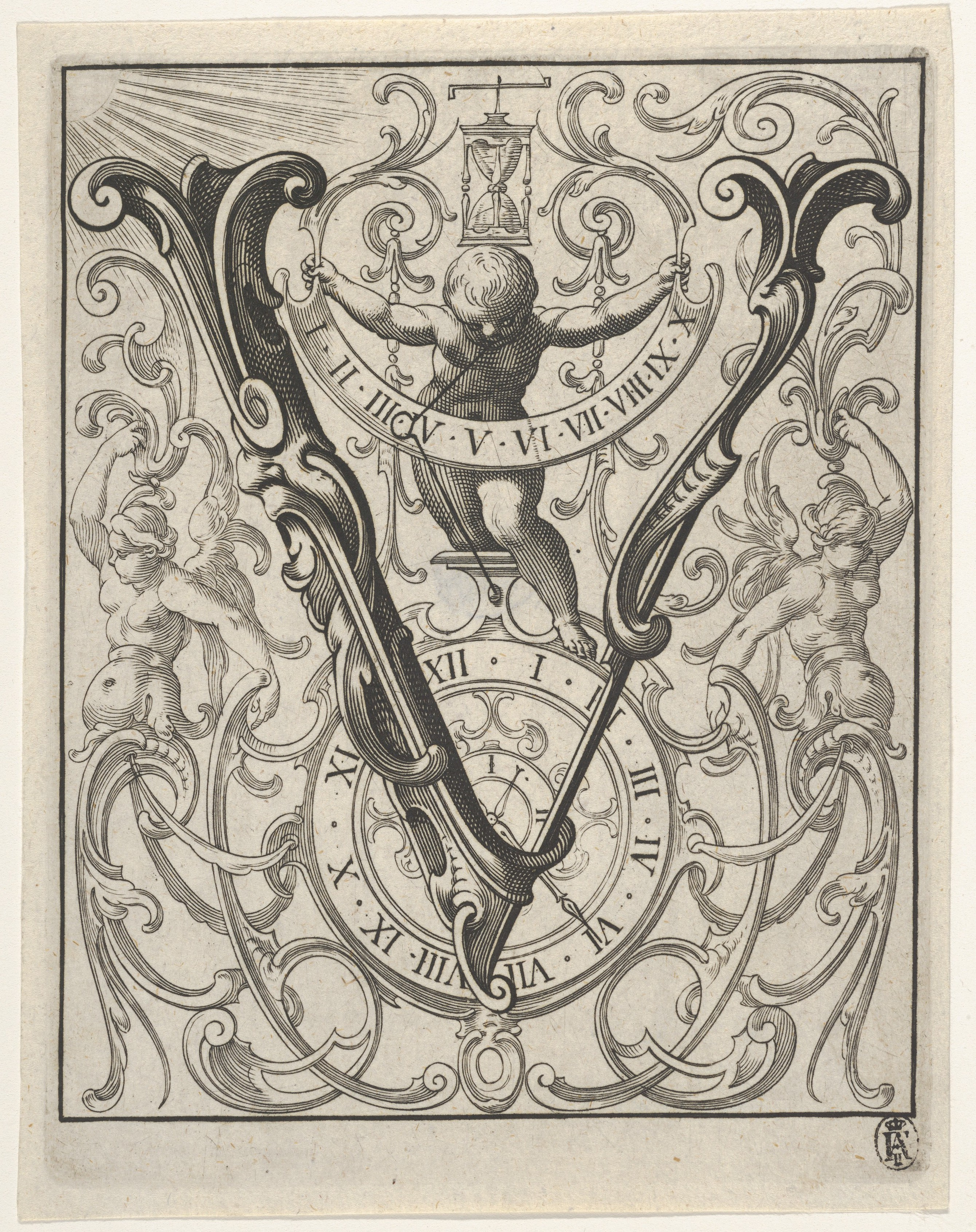
Поздний ренессанс или раннее барокко дизайн V, с 1627

- В физике буква используется для обозначения объёма и вольта.
- Иногда символом V обозначают стрелку (или направление) вниз. Для обозначения других направлений используют символы ^, < и >.
- Также иногда символом V заменяют галочку.
- Иногда этим символом заменяют слово «Victory» — победа.
- В римской системе счисления обозначала 5, хотя в Юникоде есть специальные два символа для римской пятёрки: U+2164 Ⅴ roman numeral five (HTML &#8548;) (как «заглавная») и U+2174 ⅴ small roman numeral five (HTML &#8564;) (как «строчная»).
- V используется Вооружёнными силами России в качестве маркировки российских войск во время вторжения на Украину[1].

## Латинский язык
Буква V происходит от греческой буквы ипсилон. Вероятно, был заимствован её вариант без хвостика, пришедший в латынь либо непосредственно из западногреческого алфавита, либо через посредство этрусского письма.
Непосредственно в классическом латинском языке, откуда буква V перешла в остальные языки, она использовалась также в качестве современной буквы U. В позднем латинском эти две буквы разделились для большего удобства, однако при написании слов заглавными буквами до сих пор изредка вместо U могут использовать V — например, в латинской Википедии.
В дальнейшем произошла буква W от диграфа VV.
| Название по-русски: Вэ. Код НАТО: Victor (/ˈviktɑ/, [ви́кта]). Азбука Морзе: ···− |                   |                                     |        |
| \| ● \| ○ \| \| ● \| ○ \| \| ● \| ● \| Шрифт Брайля                              | Семафорная азбука | Флаги международного свода сигналов | Амслен |
| ●                                                                                | ○                 |                                     |        |
| ●                                                                                | ○                 |                                     |        |
| ●                                                                                | ●                 |                                     |        |

## Военный символ
Буква V стала милитаристским символом в 2022 году после того, как Россия вторглась на территорию Украины. Вооружённые силы РФ обозначали свою военную технику буквами «Z», «О», «V». При этом их значение оставалось неизвестным — даже исследователь Bellingcat Арик Толер, следивший за российско-украинской войной с 2014 года, заявил, что никогда прежде не встречал эту символику. По этой причине отдельные эксперты предположили, что выбор знаков был ситуативным и больше связан с простотой рисунка. Спустя несколько дней после начала вторжения латинские буквы «Z» и «V» начали воспринимать как официальную символику вооружённых сил РФ. Однако, согласно официальной позиции Министерства обороны России, получившей огласку в мае 2022 года, символы «не являются официальными воинскими символами (обозначениями) и не несут специальной нагрузки». Символы стали активно использоваться в пропаганде.
Публичное изображение знака с целью поддержки действий российской армии запрещено в Молдавии, Литве, Латвии, а также на территории Украины.